# Paso de San Francisco
Paso de San Francisco är ett bergspass i Argentina, på gränsen till Chile. Paso de San Francisco ligger 4 726 meter över havet i Anderna.
Trakten runt Paso de San Francisco är ofruktbar med liten eller ingen växtlighet.